# Gottfried Suevus der Jüngere

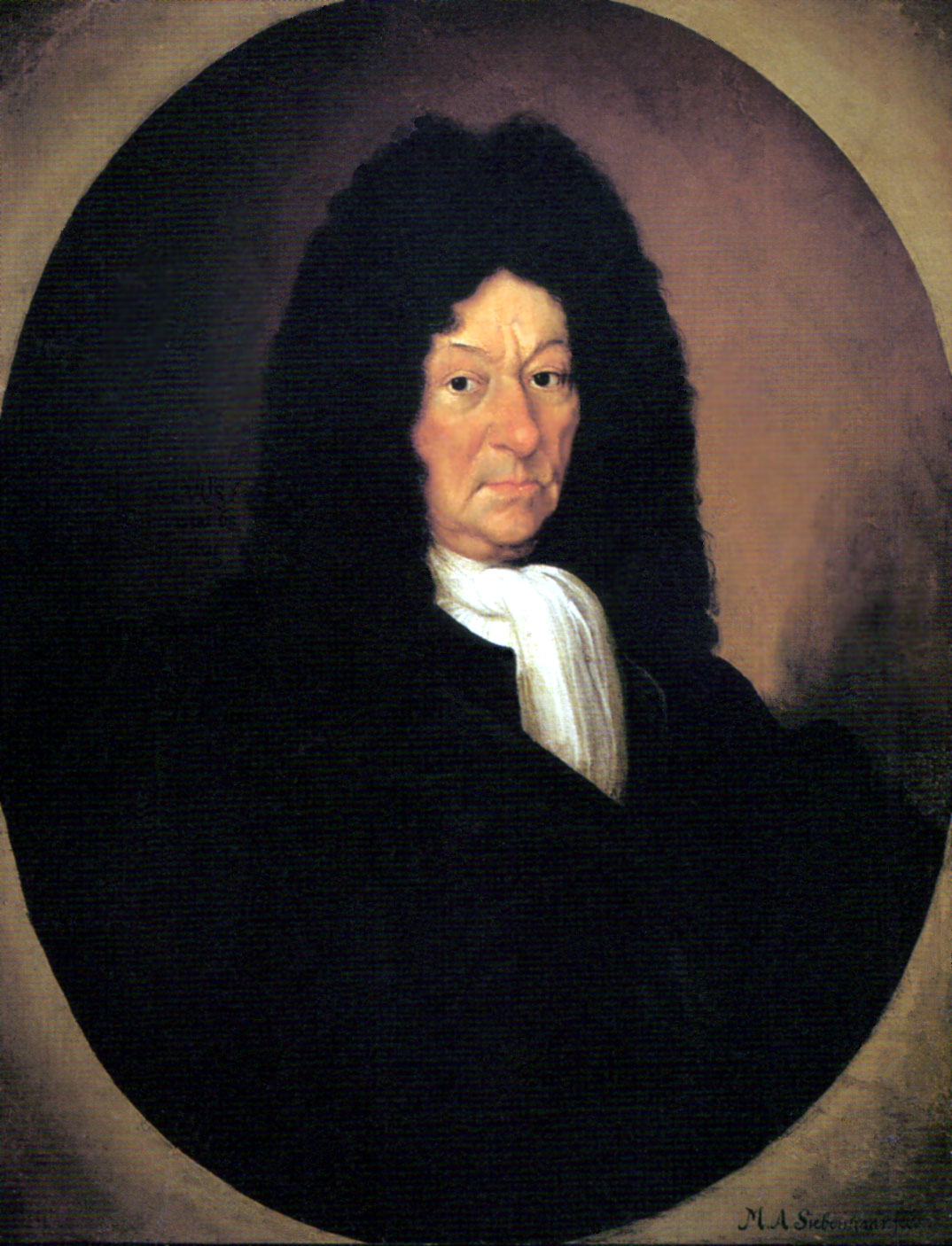
Gottfried Suevus d. J., Gemälde von Michael Adolf Siebenhaar

Gottfried Suevus der Jüngere auch: Schwabe (* 10. April 1652 in Wittenberg; † 3. Mai 1718 ebenda) war ein deutscher Rechtswissenschaftler.

## Leben
Suevus der Jüngere war der Sohn des Gottfried Suevus der Ältere und dessen Frau Anna Dorothea (geb. Reusner). Er besuchte die Stadtschule in Wittenberg, welche unter der Leitung des Rektors Johann Peisker (1631–1711) stand. Nachdem er bereits im Alter von fünf Jahren am 14. Mai 1657 in den Matrikeln der Hochschule seiner Heimatstadt deponiert wurde, absolvierte er dort nach dem Abschluss der Schule eine philosophische Grundausbildung. Hierzu besuchte er die Vorlesungen von Christian Röhrensee in Ethik, bei Konrad Samuel Schurzfleisch setzte er sich mit Geschichte auseinander und bei Balthasar Stolberg erweiterte er seine Kenntnisse in der griechischen Sprache.
Seine Studien setzte er im Wintersemester 1671 an der Universität Leipzig bei Paul Franz Romanus fort. Nach Wittenberg zurückgekehrt besuchte er die Vorlesungen von Werner Theodor Martini, Caspar Ziegler und Michael Friedrich Lederer. Nach einigen Privatunterricht zog er am 15. September 1675 die Universität Frankfurt/Oder, wo er ein Schüler von Johann Friedrich Retz (1633–1707), Johann Christoph Bekmann und Samuel Stryk wurde. Zurück in Wittenberg erwarb er am 30. Juli 1683 mit der Arbeit De Quorundam Iurium Obitu Singulari unter Wilhelm Leyser II. das Lizentiat der Rechte und wurde am 8. Oktober 1685 zum Doktor der Rechte promoviert.
1687 wurde er Regierungsadvokat in Weißenfels und 1688 Protonotar an der Wittenberger Hochschule. In Wittenberg wurde er Assessor der Juristenfakultät und Advokat am Wittenberger Hofgericht. 1692 wurde er Professor der Instituten und stieg bis in eine Pandektenprofessur auf. Obwohl er mehrmals Dekan der juristischen Fakultät geworden war, lehnte er Berufungen in höhere Ämter ab. Nachdem er 1703 seine Professur niedergelegt hatte, schied er 1705 aus gesundheitlichen Gründen aus seinen sonstigen Ämtern. Als tief religiöser Mensch hatte er vierzig Mal die Bibel durchgelesen. Er verstarb nach anhaltenden gesundheitlichen Schwierigkeiten.

## Werke (Auswahl)
- De Iure Venandi. Wittenberg 1674 (digitale.bibliothek.uni-halle.de).
- De Quorundam Iurium Obitu Singulari. Wittenberg 1683 (547:629366S im VD 17.).
- Jura fisci, ab huius advocato observanda. Wittenberg 1699 (reader.digitale-sammlungen.de).
- Diss. inaug. iustitiam mandati Ser. Elect. Sax. Joh. Georgii III. de dato Dippoldis sylvanae d. 18. Febr. a. 1691 exhibens. Dresden 1692 (books.google.de).
- Disp. inaug. de poena capitali singulari. Wittenberg 1693 (urn:nbn:de:bvb:12-bsb10968855-7).
- Disp. inaug. de probatione pro exoneranda conscientia. Wittenberg 1695 (urn:nbn:de:bvb:12-bsb10663540-9).
- Disp. inaug. ad L. Congruit. IV. C. de locatione praediorum civilium et fiscalium, sive templorum, sive rei privatae vel dominicae. Wittenberg 1697 (urn:nbn:de:bvb:12-bsb10663876-2).
- Jura fisci, ab huius advocato observanda. Wittenberg 1699 (urn:nbn:de:bvb:12-bsb10969018-3).
- Ord. iur. in Acad. Vitemb. Decanus Gottfrid. Suevus. Wittenberg 1701 (urn:nbn:de:bvb:12-bsb10648555-6).
- Exercitationum feudalium prima de origine, autoritate, & interpretatione juris Feudalis. Wittenberg 1701 (books.google.de).
- De fortuna. Wittenberg 1701.
- Disputatio juridica inauguralis de edicto divi Marci. Wittenberg 1701 (10324682 im VD 18.).
- Dissertatione Inaugurali Iuridica Iudicem Circa Vitanda Per Iuria Providum. Wittenberg 1702 (10205136 im VD 18.).
- Disp. iur. inaug. exhibens observationes forenses. Wittenberg 1701 (urn:nbn:de:bvb:12-bsb10665256-1).
- Diss. inaug. iur. iudicem circa vitanda periuria providum sistens. Wittenberg 1702 (urn:nbn:de:bvb:12-bsb10968851-5).
- Practicae novae Imperialis Saxonicae Rerum Criminalium Benedicti Carpzovii Synopsis absoluta. 1703.
- Disp. inaug. iur. Utrum in alienatione bonorum pupilli vel minoris necessaria sit subhastatio? Wittenberg 1704 (urn:nbn:de:bvb:12-bsb10661419-1).
- Excerpta ex Actis Publicis und was nach Anleitung des geführten Processes dazu gehörig über die Priorität derer Wiederkäuffl. Zinsen und des Haupt-Stammes in Concursu Creditorum, dreyer Judiciorum. Wittenberg 1715.